# Francisco Yunis
Francisco Yunis (Buenos Aires, 12 agosto 1964) è un ex tennista argentino.
Anche suo fratello Juan Carlos è stato un tennista.

## Carriera
In carriera ha raggiunto una finale di doppio all'ATP Bordeaux nel 1983, in coppia con suo fratello Juan Carlos. Nei tornei del Grande Slam ha ottenuto il suo miglior risultato raggiungendo il terzo turno nel singolare all'Open di Francia nel 1987.

## Statistiche

### Doppio

#### Finali perse (1)
| Numero | Anno              | Torneo                 | Superficie  | Compagno          | Avversari in finale             | Punteggio |
| 1.     | 25 settembre 1983 | ATP Bordeaux, Bordeaux | Terra rossa | Juan Carlos Yunis | Stefan Simonsson Magnus Tideman | 4-6, 2-6  |